# 크리스티 윌슨케언스
크리스티 윌슨케언스(영어: Krysty Wilson-Cairns, 1987년 ~ )은 영국 스코틀랜드의 영화 시나리오 작가이다. 글래스고 출신으로 스코틀랜드 왕립음악학교를 졸업했고, 드라마 《페니 드레드풀》의 메인 시나리오라이터로 활동했다. 2019년 샘 멘데스 감독의 영화 《1917》의 각본으로 영화계에 데뷔했다. 《1917》 다음으로는 에드거 라이트 감독의 《라스트 나이트 인 소호》의 각본 작업에 참여했다.

## 각본 담당 작품 목록

### 영화
| 연도 | 제목                  | 원제               | 감독          | 비고   |
| ---- | --------------------- | ------------------ | ------------- | ------ |
| 2019 | 1917                  | 1917               | 샘 멘데스     |        |
| 2020 | 라스트 나이트 인 소호 | Last Night in Soho | 에드거 라이트 | 제작중 |